# 五霞町女子高生殺害事件
五霞町女子高生殺害事件（ごかまちじょしこうせいさつじんじけん）は、2003年（平成15年）7月に東京都足立区西竹ノ塚在住の女子高生（当時15歳：高校1年生）が行方不明になり、茨城県猿島郡五霞町の道路脇用水路で発見された殺人事件である。
現在も容疑者の特定・逮捕には至っておらず、未解決事件となっている。捜査特別報奨金制度の対象事件となったこともある。

## 概要
2003年（平成15年）7月9日午前9時45分頃、茨城県猿島郡五霞町川妻地内の道路脇用水路にて、若い女性がうつ伏せで「く」の字型に体が曲がっている状態で死んでいるのを散歩中の近所の住民が発見した。
その後、宮崎県へ帰省中にテレビの報道で事件を知った家族の問い合わせを受けた茨城県警察の捜査の結果、遺体の身元は足立区西竹ノ塚在住で都内の通信制高校に通う高校1年女子生徒（当時15歳）であることが判明する。司法解剖の結果、死因は頸部圧迫による窒息死（絞殺）と判明した。これを受けて茨城県警察は殺人、死体遺棄事件と断定、境警察署に捜査本部を設置した。
発見時、被害者の首にひも状のもので絞められた跡があり、首の他にも腕や胸に素手で殴打された跡があった。また、被害者は靴を履いていなかったが白い靴下が汚れていないことから、警察では室内などの別の場所で殺されて車で運ばれて捨てられたとの見方を強めている。その他、被害者の靴、バッグ、腕時計、携帯電話などの遺留品は発見されていない。
その後、2007年（平成19年）6月29日に第2回捜査特別報奨金制度の対象となった。
2008年（平成20年）7月1日に第2回捜査特別報奨金制度の適用期限が切れたため、遺族と境警察署が私的懸賞金500万円をかけて情報提供を呼びかけている。
また、境警察署は警視庁や埼玉県警察とも連携をしながら被害者が行方不明になる直前の姿を映した防犯カメラの映像と、被害者の顔写真を新たに公開するなどして捜査を進めている。
2021年（令和3年）4月、茨城県警察は全国で初めて情報提供報奨金制度を導入し、事件解決に繋がる有力情報を提供した者に1事件につき5万円を上限に報奨金を支払うことを決めた。

## 事件の経過
7月6日
- 正午過ぎ、自宅にいた父親に「午後8時すぎぐらいには帰ってくるから」と言い残して外出[20]。
- アルバイト先の同僚と草加市内で昼食後、越谷市内で買い物をする[20]。なお、発見時に身につけていた着衣はこの時に買ったもので、同僚と別れる前に着替えている[20]。
- 午後6時頃、アルバイト先の同僚と新越谷駅から東京方面行き上り電車に乗車[21]。同僚は新田駅で下車したが、被害者は同僚に「これから友だちと会う」と言い残して別れる[21]。この後、被害者はさらに先の谷塚駅で下車し、瀬崎浅間神社を訪れる[21][22]。
- 午後7時頃、被害者が中学時代の同級生に「お祭りに来ている」と電話をかける[21]。この同級生の他にも複数の友人に電話をかけて夏祭りに誘ったが都合がつかず、1人で瀬崎浅間神社の夏祭り会場を訪れている[23][24]。
- 午後8時頃、夏祭り会場内にいた露店の氷売りのアルバイト店員と意気投合し、客の売り込みなどを手伝っている[12][25]。
- 午後9時頃、被害者の携帯電話に着信が入り、露店のアルバイト店員が「客の売り込みなどのお礼をしたい」と申し出たが、被害者は「結構です。また、手伝うから連絡してね」と断り、夏祭り会場を離れる[12]。
- 午後9時頃、谷塚駅前のコンビニで買い物をした後、店前の階段に腰をかけて人を待っている様子が目撃されている[26]。これ以後の足取りは途絶える[26]。
- 午後10時頃、被害者の携帯電話がつながらなくなる[21]。

7月9日
- 午前9時45分頃、被害者の遺体が、散歩中の近所の住人によって発見される[8]。

その後
- テレビで遺体の発見を報道。
- 宮崎県へ帰省中に報道を見た家族が事件を知り、境警察署に問い合わせ、身元が判明する[10]。